# Dora Sigerson Shorter
Dora Mary Sigerson Shorter, née le 16 août 1866 à Dublin, en Irlande et morte le 6 janvier 1918 à Londres dans le quartier St John's Wood est une poète, romancière, nouvelliste, sculptrice, et une actrice majeure du mouvement du revivalisme de la culture irlandaise.

## Biographie

### Jeunesse et formation
Dora Mary Sigerson Shorter est l'enfant aînée des quatre enfants de George Sigerson, un médecin et un enseignant de Dublin, et de Hester Varian Sigerson, une poète et romancière. Ses deux parents sont des catholiques et participent au renouveau de la culture gaélique. Elle a pour sœur celle qui sera connue comme poète et journaliste républicaine sous le nom de  Hester Sigerson Piatt. Ses frères sont  William et  George Patrick Sigerson, William meurt un an après sa naissance en 1864,,,. 
Hester Varian Sigerson instruit ses enfants à la maison, c'est comme cela que la jeune Dora Mary Sigerson apprend l'histoire et la culture irlandaise. Son enfance est également marquée par les nombreux visiteurs appartenant au mouvement de l'Irish Literary Revival ,. Quand Dora atteint ses 17 ans, elle entre à la Dublin School of Art, connue maintenant sous le nom du National College of Art and Design de Dublin,. 

### Carrière

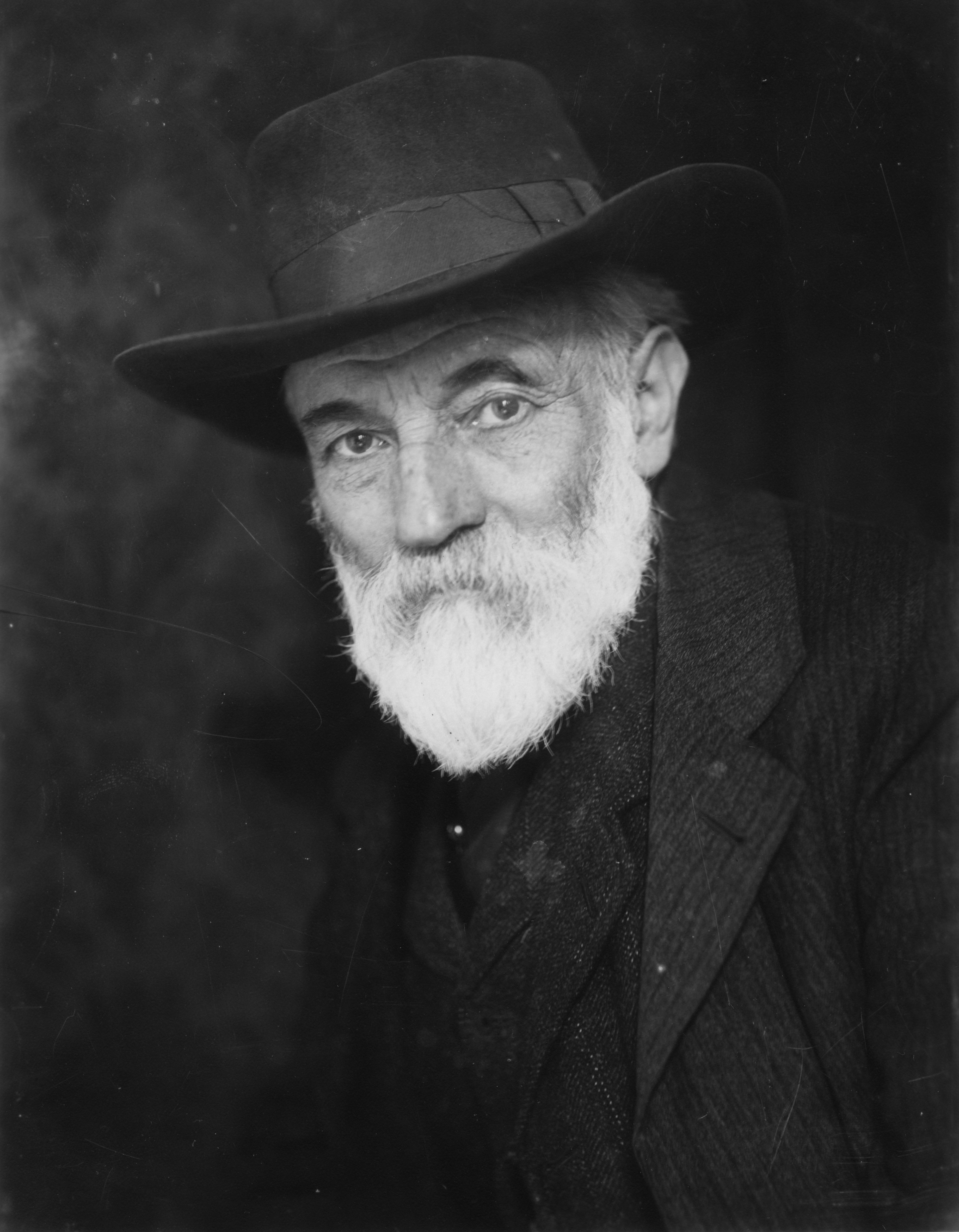
John Butler Yeats.

#### Une artiste engagée
Dora Mary Sigerson s'engage dans la vie culturelle irlandaise à Dublin, en 1888, elle devient une des membres fondatrice de la Pan-Celtic Society, puis de la National Literary Society (en) en 1892 et soutient Charles Stewart Parnell, figure de proue du nationalisme irlandais,. 
Grâce à son entourage, elle entre dans le cercle des familiers du poète et dramaturge William Butler Yeats et du poète et critique littéraire John O'Leary qui lui fait connaitre l'anthologie de ballades traditionnelles anglaises et écossaises,  Reliques of Ancient English Poetry (en), éditée par Thomas Percy (évêque de Dromore),.

#### Une  reconnaissance rapide
On ne sait pas exactement quand Dora Mary Sigerson a commencé a publié ses premiers poèmes avant ceux figurant au sein de l'Irish Monthly (en). On sait seulement qu'elle a écrit à l'âge de 13 ans un poème publié par un magazine pour la jeunesse qui lui a fait gagner un prix d'un montant de 10 schillings.     Avec le temps, elle en a publié suffisamment pour que ses poésies soient rassemblés dans son premier recueil de poèmes Verses, publié en 1893 alors qu'elle âgée de 27 ans,,. 

#### La vie à Londres

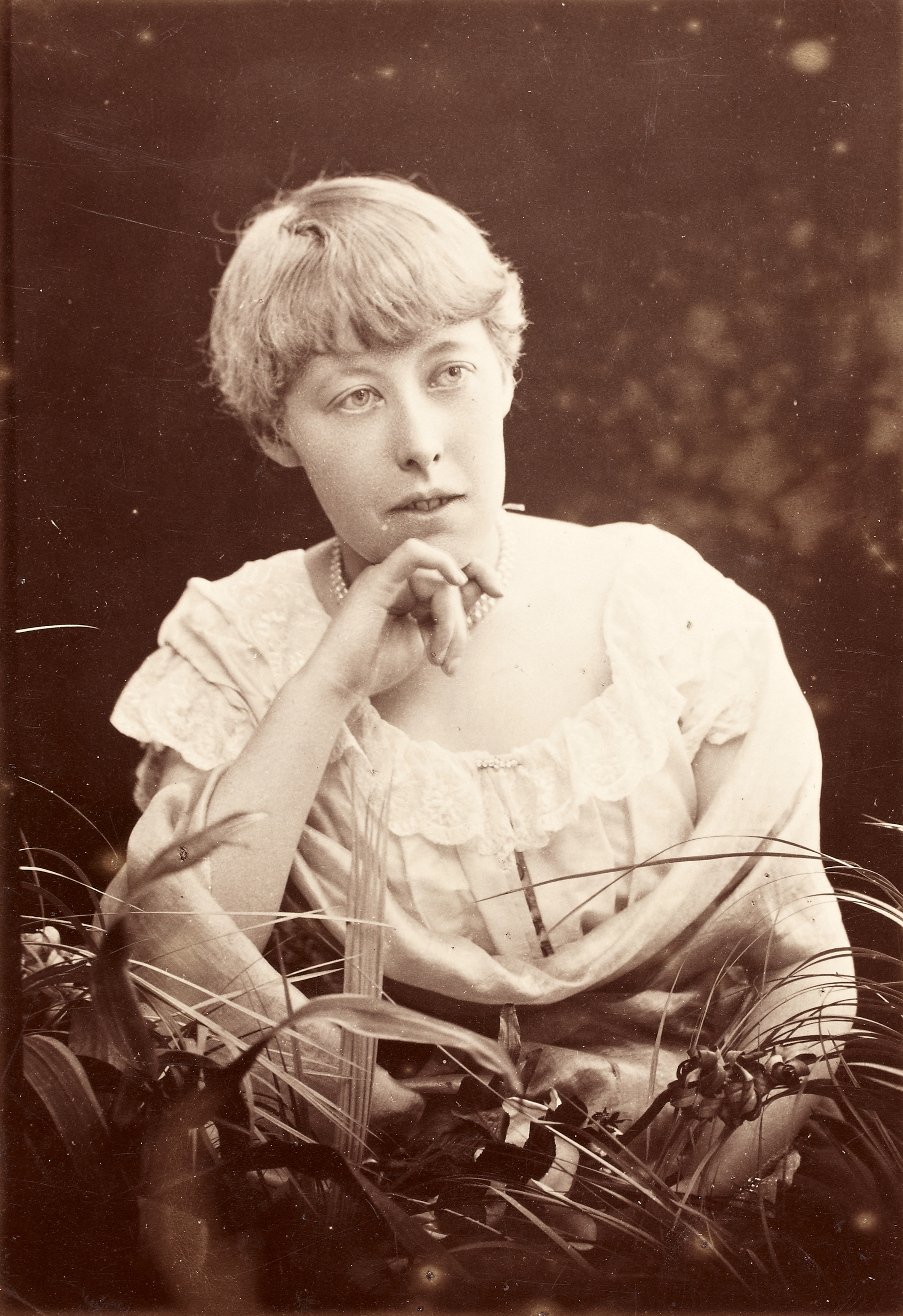
Katharine Tynan.

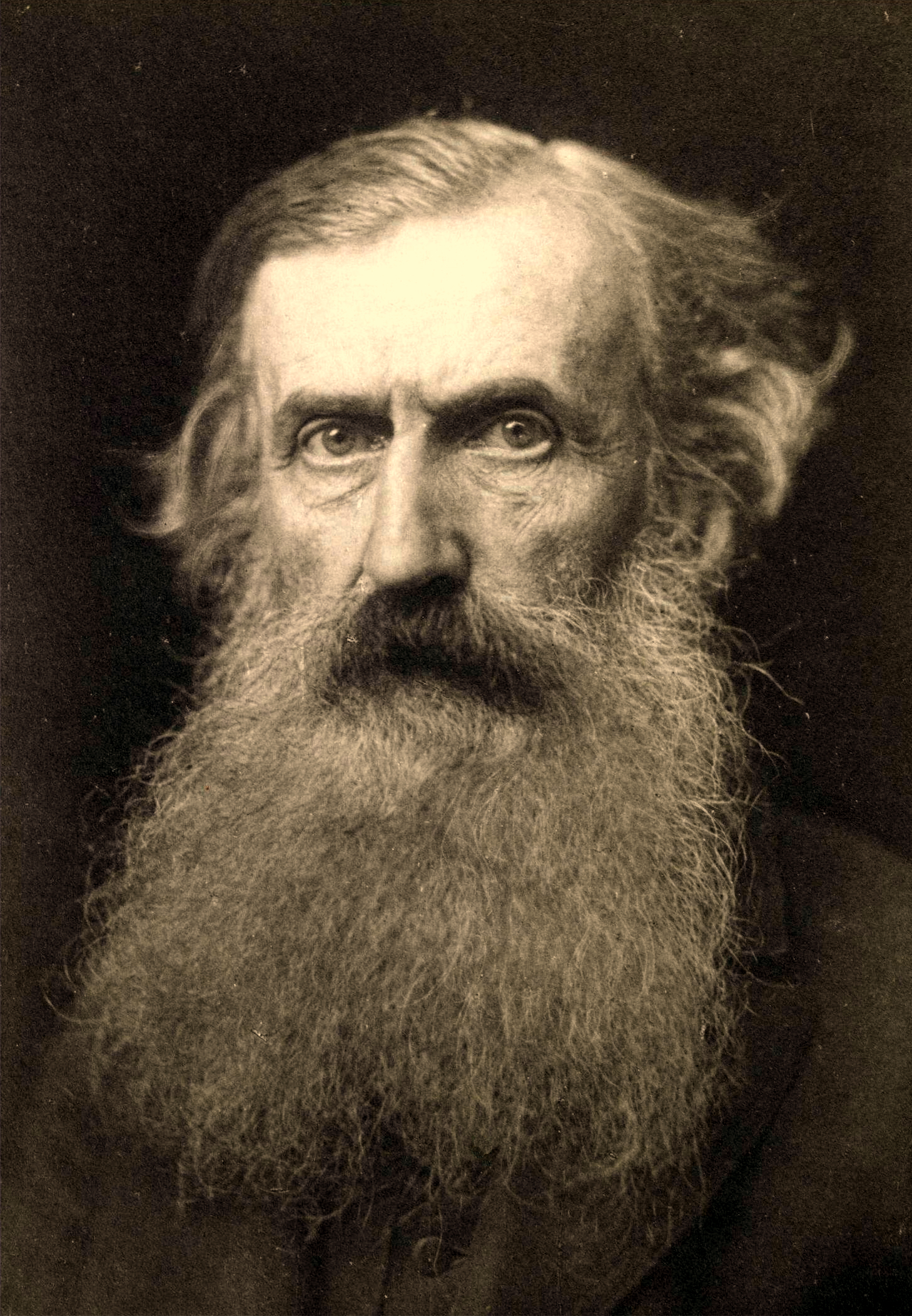
John O'Leary.

Dora Mary Sigerson épouse en 1896 l'éditeur et journaliste Clement King Shorter, celle qui est maintenant Dora Sigerson Shorter et son époux partent vivre à Londres, plus précisément à la Marlborough Place dans le quartier de St John's Wood,. 
Grâce à l'activité de Clement King Shorter, l'éditeur de l'Illustrated London News, Dora Sigerson Shorter peut s'introduire dans les cercles littéraires et artistiques londoniens, ce qui lui permet de faire la connaissance de Thomas Hardy, George Meredith, Algernon Swinburne et de celle qui deviendra son amie Katherine Tynan. 
Avec le succès ses poèmes sont également publiés dans des revues britanniques et américaines comme The Pilot (Massachusetts newspaper) (en), Detroit Free Press, Young Ireland, The Catholic Times (UK and Ireland) (en), Derry Journal (en), The Nation.

#### La tragédie des Pâques sanglantes
Dora Sigerson Shorter est profondément affectée par l'échec tragique de l'Insurrection de Pâques de 1916.  Ses derniers recueils de poèmes comme Sixteen Dead Men: And Other Poems of Easter Week, The Sad Years et celui publié à titre posthume The Tricolour; Poems of the Irish Revolution sont dédiés aux 16 insurgés irlandais exécutés et plus spécialement à Roger Casement, à qui elle et son mari ont tout fait pour lui éviter la pendaison. Elle sculpte un mémorial aux victimes de l'Insurrection de Pâques qui est maintenant au Cimetière de Glasnevin, le Sigerson Memorial,,,.
À partir de l'année 1917, sa santé devient chancelante et Dora Sigerson Shorter meurt le 6 janvier 1918 dans son domicile du 16, Marlborough Place

### Vie privée
Dora Mary Sigerson épouse Clement King Shorter le 9 juillet 1896, devenant Dora Mary Sigerson Shorter.
Dora Sigerson Shorter est inhumée au Cimetière de Glasnevin dans le comté de Dublin.

## Œuvres
Quand une œuvre est suivie d'un identifiant ISBN, cela signifie qu'elle a fait l'objet de rééditions récentes souvent sous forme de fac-similé, l'identifiant est celui, en principe, de la réédition la plus récente, sans préjuger d'autres rééditions antérieures ou ultérieures. La lecture en ligne est généralement celle de la publication originale.

### Recueils de poèmes
- Verses, Londres, Eliot Stock, 1893, 152 p. (ISBN 9780530796031, lire en ligne),
- The Fairy Changeling And Other Poems, Londres & New York, John Lane, 1898, 132 p. (ISBN 9780483994836, lire en ligne),
- Ballads and Other Poems, Londres, J. Bowden, 1899, 140 p. (ISBN 9781010097280, lire en ligne),
- My Lady's Slipper and Other Verses, New York, Dodd, Mead & Company, 1899, 170 p. (ISBN 9781358411557, lire en ligne),
- The Woman Who Went to Hell: And Other Ballads and Lyrics, Londres, De La More Press, 1902, 64 p. (ISBN 9780483547742, lire en ligne),
- As the Sparks Fly Upward: Poems and Ballads, Londres, A. Moring, De La More Press, 1903, 52 p. (ISBN 9780484852807, lire en ligne),
- The Collected Poems of Dora Sigerson Shorter, Londres, Hodder and Stoughton, 1907, 316 p. (ISBN 9780483788060, lire en ligne),
- The Troubadour and Other Poems, Londres, Hodder and Stoughton, 1910, 112 p. (ISBN 9780530338170, lire en ligne),
- Madge Linsey, and other Poems, Dublin & Londres, Maunsel & Company, 1913, 58 p. (OCLC 1154887408, lire en ligne),
- Katherine Tynan (dir.) (préf. Katherine Tynan), The Sad Years, Londres, Constable, 1918, 116 p. (ISBN 9781377388908, lire en ligne),
- Sixteen Dead Men: And Other Poems of Easter Week, New York, M. Kennerley, 1919, 96 p. (ISBN 9781331284185, lire en ligne),
- Love of Ireland: Poems and Ballads, Dublin & Londres, Maunsel & Roberts, Ltd., 1921, 102 p. (ISBN 9781334383182, lire en ligne),
- A Legend of Glendalough : and other Ballads, Dublin & Londres, Maunsel and Company Ltd (réimpr. 1921) (1re éd. 1919), 48 p. (OCLC 900477600, lire en ligne),
- The Tricolour; Poems of the Irish Revolution, Dublin, Maunsel and Roberts, limited, 1922, 92 p. (ISBN 9781377330105, lire en ligne),

### Romans
- The Country House Party, Londres, Hodder and Stoughton, 1905, 314 p. (ISBN 9780526653058, lire en ligne),
- The Story and Song of Black Roderick, New York & Londres, Harper & Brothers, 1906, 96 p. (ISBN 9781785438523, lire en ligne),
- Through Wintry Terrors, Londres & New York, Cassell & Company, Limited, 1907, 333 p. (ISBN 9781332595334, lire en ligne),
- Do-Well and Do-Little : a fairy tale  (ill. Alice B. Woodward), Londres, Cassell & Company, Limited, 1913, 210 p. (OCLC 6986598),

### Recueil de nouvelles
- The Father Confessor: Stories of Death and Danger, Londres, Ward, Lock & Co, 1900, 399 p. (ISBN 9780243330522, lire en ligne),
- A Dull Day in London : and other Sketches  (préf. Thomas Hardy), Londres, Eveleigh Nash Company Limited, 1920, 125 p. (OCLC 3015290),

### Articles et poèmes publiés à part
- « Father Russell », The Irish Monthly, Vol. 40, No. 472,‎ octobre 1912, p. 558-559 (2 pages) (lire en ligne ),
- « I Saw Children Playing », Studies: An Irish Quarterly Review, Vol. 6, No. 24,‎ décembre 1917, p. 617 (1 page) (lire en ligne ),
- « The Patch-Work Quilt », Studies: An Irish Quarterly Review, Vol. 7, No. 25,‎ mars 1918, p. 94 (1 page) (lire en ligne ),

## Regards sur son œuvre

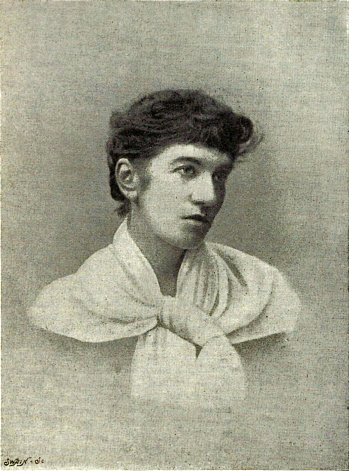
Rosa Mulholland.

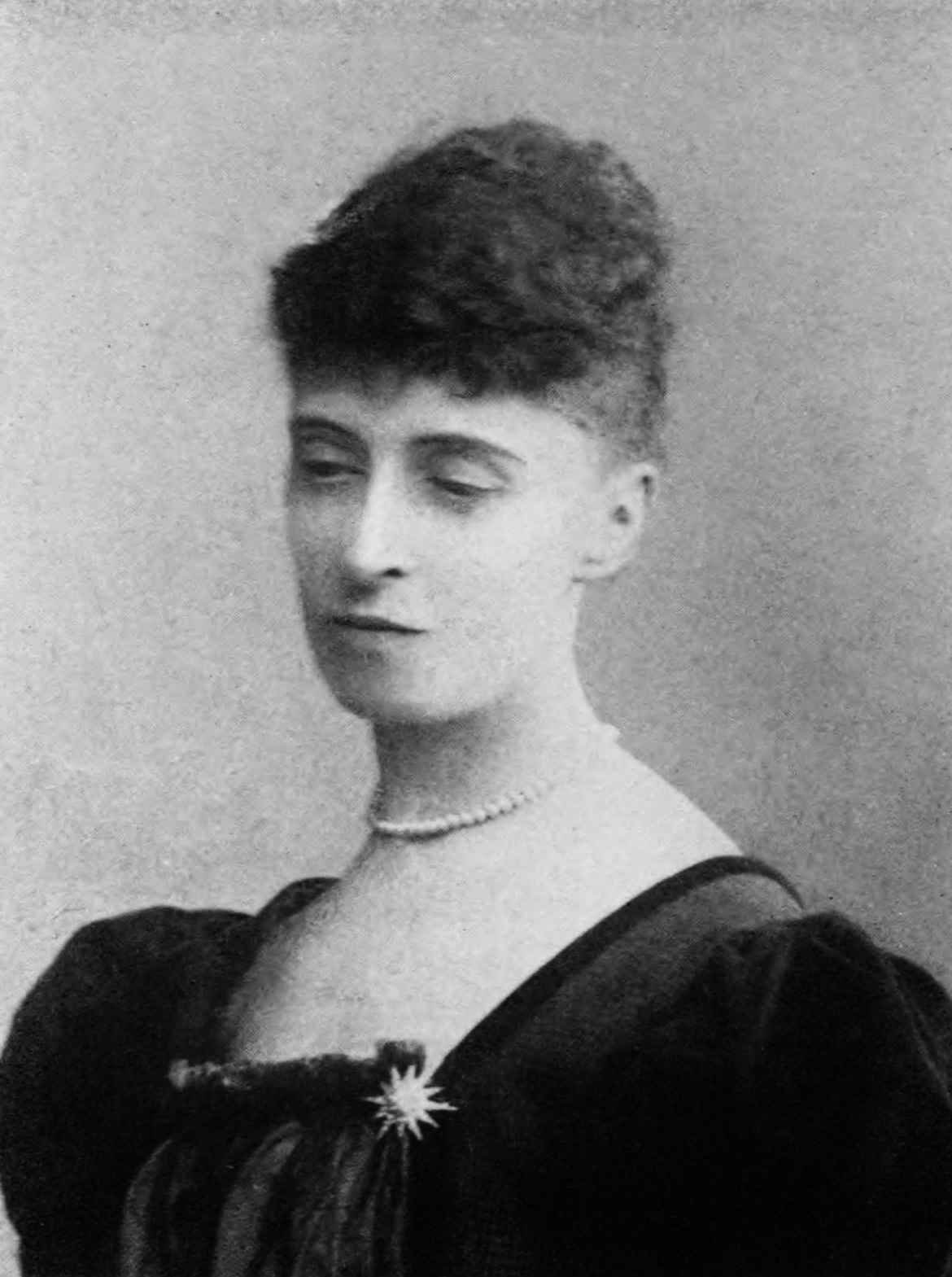
Alice Meynell.

D'après la critique littéraire, Deborah Logan, les auteurs qui l'ont influencée sont Thomas Hardy, George Meredith, Algernon Swinburne et John O'Leary. Son style est comparé à ceux de plusieurs poètes : Robert Browning pour sa liberté métrique, Oliver Goldsmith pour sa simplicité, Samuel Taylor Coleridge pour sa naïveté et William Wordsworth pour son imagination. Son style est une synthèse entre les ballades celtiques, le romantisme et le style de la littérature victorienne dans une perspective moderne. 
Selon le critique James Bowker, Verses, le premier recueil de poèmes de Dora Sigerson Shorter bien que comportant des imperfections est prometteur, il est la révélation d'une poète véritable « un recueil remarquable à bien des égards, indubitablement plein de promesses », il note son style lyrique, et la rapproche d'Alice Meynell, de Rosa Mulholland (en) et de Katherine Tynan. Les promesses de Verses se réalisent par le second recueil de poèmes de Dora Sigerson Shorter The Fairy Changeling And Other Poems, qu'il met sur le même pied que Vagrant Verses de Rosa Mulholland et Shamrocks de Katherine Tynan pour son lyrisme et sa musicalité. Elle montre plus particulièrement son originalité poétique dans des ballades où le pittoresque se mêle au fantastique.  James Bowker termine sa critique de The Fairy Changeling And Other Poems en écrivant « Je clos ce livre en lui étant reconnaissant de m'avoir offert le chant d'un oiseau à l'éclosion du printemps. ».  

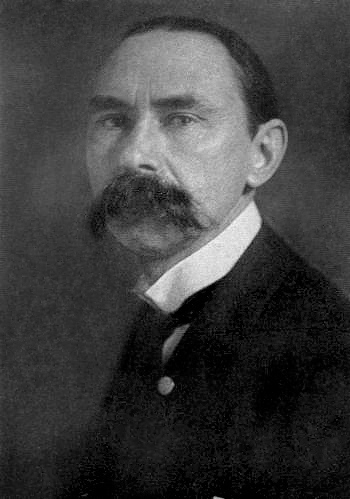
Douglas Hyde.

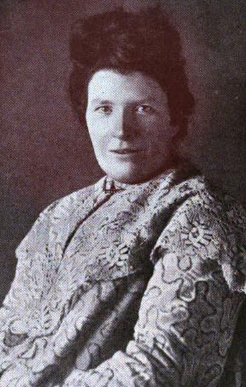
Nora Chesson.

Selon le poète et professeur d'irlandais Douglas Hyde, on ne peut comprendre l'œuvre de Dora Sigerson Shorter sans se pencher sur le contexte de son enfance et de son adolescence avant son mariage en 1896 où elle restera à St John's Wood jusqu'à sa mort, période qui explique qu'elle est devenue une des meilleures poètes irlandaise malgré son séjour londonien. C'est par ses parents qu'elle devient une fervente patriote irlandaise et développe une passion pour les idiomes irlandais et plus particulièrement celui des ballades irlandaises. Revivalisme qui ouvre la voie à d'autres poètes irlandaises comme Nora Chesson, Moira O'Neill (en) et Katherine Tynan. Son style allie lyrisme et mélancolie, chant d'une nomade en quête de ses racines. C'est avec ses recueils de poèmes The Fairy Changeling And Other Poems et  Ballads and Other Poems que Dora Sigerson Shorter trouve son originalité celui de la ballade irlandaise. Plusieurs de ses poèmes sont à la première personne « JE » où elle chante les mystères insondable de la vie et de la mort, qui décrit ses rêves qui se brisent comme des bulles et se maintient dans ses rêves évanescents, car c'est la seule réalité à laquelle elle peut se rattacher pour vivre.  Lyrisme mélancolique que Douglas Hyde compare à celui des poésies d'Alfred de Musset et de Lamartine. Il termine en écrivant « Dora Sigerson Shorter demeure la plus grande maîtresse de la ballade et la meilleure versificatrice de légendes  que l'Irlande a produit ».    
Selon la critique littéraire Bridget F. Lawlor, l'ensemble de l'œuvre poétique de Dora Sigerson Shorter est la chronique d'une femme passionnée, d'une amoureuse des beautés qu'offrent la nature à travers ses expériences de joies et d’afflictions.  Une biographie écrite avec du sang et des larmes. Ses poèmes racontent comment elle sombre dans un pessimisme sombre, sous l'ombre de la mort car broyée par les pesanteurs des conventions du monde et survit à travers ses rêves d'un monde imaginaire où elle serait libre comme les oiseaux, le vent, les vagues. Dora Sigerson Shorter vit son séjour à Londres comme un exil douloureux, exil où elle évoque son Irlande natale avec la liberté d'un oiseau qui chante. Sa puissance d'évocation dramatique des splendeurs de l'Irlande   Bridget F. Lawlor achève son hommage à Dora Sigerson Shorter en écrivant « elle est morte comme si elle avait souhaité mourir pour l'Irlande ».    

## Archives
Les archives de Dora Sigerson Shorter sont déposées et consultables auprès de la bibliothèque de l'université du Delaware, de celle de l'université de Leeds et de celle du Trinity College (Dublin), .